# 1912年ストックホルムオリンピックのハンガリー選手団
1912年ストックホルムオリンピックのハンガリー選手団（1912ねんストックホルムオリンピックのハンガリーせんしゅだん）は、1912年5月5日から7月27日にかけてスウェーデンの首都ストックホルムで開催された1912年ストックホルムオリンピックのハンガリー選手団、およびその競技結果。

## 概要
今大会は金メダル3個、銀メダル2個、銅メダル3個の合計8個のメダルを獲得した。